# 진주 냉정리 이정표석
진주 냉정리 이정표석(晋州 冷井里 里程標石)은 대한민국 경상남도 진주시 집현면 냉정리에 있는 표석이다.
1991년 12월 23일 경상남도의 문화재자료 제180호 진양냉정리이정표비석으로 지정되었다가, 2018년 12월 20일 현재의 명칭으로 변경되었다.

## 개요
앞면에 '진주북거이십리(晋州北拒二十里)'라 적혀있는 비로, 한양으로 가는 길을 안내하는 이정표 역할을 하던 비로 짐작된다.
전하는 이야기에 따르면, 천태산 마구 할머니가 진주성을 쌓기 위해 바위 3개를 가져오는데, 하나는 머리에 이고, 하나는 지팡이로 짚고, 1개는 치마에 담아 가져오다가 도중에 진주성이 다 만들어졌다는 소식을 듣고 지금 이 자리에 지팡이로 짚고 오던 바위를 꽂아놓았다 한다. 전설에서처럼 비의 모습은 기다랗고 가는 기둥 모양을 하고 있다.

## 참고 문헌
- 진주 냉정리 이정표석 - 국가유산청 국가유산포털